# Резос (бог)
Резос е върховно древнотракийско божество, син на музата Евтерпа и речния бог Стримон. Култът към това божество датира от V в. пр. Хр. в Амфиполис и Пангейската зона. Станал известен в различните части на Тракия, включително Хелеспонта и Витиния. 
Според легендата, тракийският цар Резос подкрепил троянците в Троянската война и се настанил в техния стан, където бил убит от гръцкия герой Диомед. Майка му се договорила с богинята на отвъдното Персефона да излезе от царството на сенките като херос или антроподемон (богочовек), който по-късно се прочул като отличен ловец, соларен и хтоничен бог-конник, пророк на Дионис.